# 巴布鲁伊斯克
巴布鲁伊斯克（羅馬化：Babrujsk，發音：[bäˈbruɪ̯s̪k]），又按俄语名译为博布鲁伊斯克（羅馬化：Bobruysk，發音：[bɐˈbruɪ̯s̪k]），是位于白俄罗斯中部莫吉廖夫州巴布魯伊斯克區内的城市及该区的行政中心，该市位于别列津纳河畔，人口约215,092（2009年）。